# 高春安
高春安（1930年3月25日—2010年3月14日），越南醫學家。曾擔任越南共和國社會部辦公室董理和社會工作學院董事會主席，1975年後被投入再教育營關押至1978年。1979年離開越南，後定居美國行醫。

## 生平
1930年3月25日高春安出生於越南乂安省榮市。父親高春錦是著名歷史學家高春育之子，也是一位醫學家，曾於1945年被邀請加入陳仲金的越南帝國政府，後因意見不合而辭卻。母親黃氏巳（Hoàng Thị Tỵ）是延茂郡公黄高启孙女、協佐大學士黃孟致之女。
高春安曾就讀於河內阿爾貝·薩羅中學，後於1958年畢業於法國巴黎大學，獲得醫學博士學位。同年回到越南，在西貢行醫。
1959年至1975年間，高春安擔任過：
- 西貢巴斯德研究院研究處長
- 西貢共和總醫院病理解剖區區長
- 西貢國家腫瘤院化驗區區長
- 西貢共和總醫院綜合解剖區區長
- 順化醫科大學病理解剖區區長
- 明德醫科大學病理解剖區區長
- 越南共和國社會部辦公室董理
- 社會工作學院董事會主席

高春安也是國家醫學博士協會和越南外科醫生聯盟會員。此外，他還擔任過軍民委員會成員並曾任越南共和國軍軍醫局外科醫生。
1975年越南共和國政權滅亡後，高春安被新政府送入再教育營，關押至1978年。被釋放後，高春安回到胡志明市潮州醫院擔任治療醫生。1979年，高春安與家人一起越過邊境前往泰國避難，後定居於美國加利福尼亞州聖地牙哥。1980年至1982年間，高春安在聖地牙哥大學實習醫學。1982年至2005年間，在聖地牙哥經營私人診所。
2010年3月25日，高春安在聖地牙哥去世，安葬在格林伍德紀念公園。

## 榮譽
- 第五等保國勳章[1]
- 彰美佩星[1]
- 以及至少15枚其他民事和軍事勳章[1]

## 個人生活
高春安是佛教徒，法名善性（Thiện Tánh）。高春安與妻子郎櫻桃（Lang Anh Đào）育有一子高春福（Cao Xuân Phúc）。

## 外部鏈接
- BS Cao Xuân An - Người Thầy Thuốc Khả Kính đã Ra đi! （页面存档备份，存于）